# Максиміліан Яблоновський
Князь Максиміліан Антонович Яблоновський (нар. 29 липня (9 серпня) 1785, Відень, Габсбурзька монархія — пом. 1 (13) лютого 1846, Старий Кривин, Славутський район, Кам'янець-Подільська область) — російський сенатор з польського роду Яблоновських; тайний радник, Обер-гофмейстер. Дядько камергера Антонія Яблоновського.

## Біографія
Народився 29 липень (року в родині Антонія Барнабі Яблоновського, каштеляна краківського. На службу вступив юнкером в колегію закордонних справ 8 квітня 1804 року і в наступному році був проведений в камер-юнкери Найвищого двору; 5 квітня 1808 року звільнений через хворобу з чином дійсного камергера.
У 1813 році був призначений членом Едукаційної комісії, заснованої для Волинської, Київської та Подільської губерній.
1 червня 1820 року Яблоновський призначений сенатором-каштеляном, а в 1825 році — воєводою Царства Польського.
Подарований в 1829 році в гофмейстер Царства Польського, 9 жовтня 1831 року був проведений в таємні радники, з велінням бути присутнім в 1-му відділенні 3-го департаменту Урядового сенату; 18 лютого 1832 року був наданий обер-гофмейстером двору Його Імператорської Величності, а в наступному році призначений членом урядової ради, заснованого в Царстві Польському.
У 1840 році він був призначений головою комітету, заснованого для розгляду зводу законів Царства Польського, а в 1841 році визначено до присутності в варшавських департаментах сенату.
14 травня 1845 року Яблоновський був притягнутий до постійного засідання в раді управління і призначений головою герольдії Царства Польського.
Помер, перебуваючи на службі, 1 (13) лютого 1863 року.

## Родина

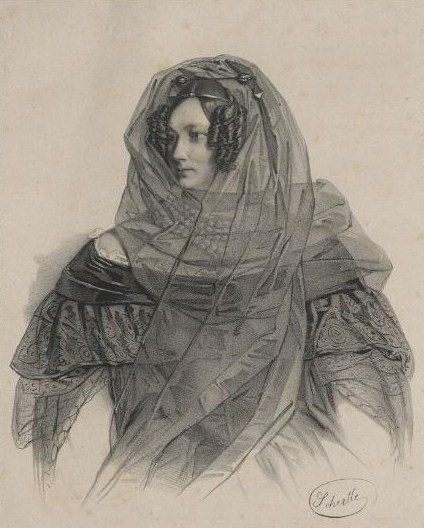
Тереза Яблоновська (1838)

Дружина (1811 роки) — княжна Тереза Любомирська (1793—1847), дочка князя Михайла Любомирського від шлюбу з графинею Магдаленою Рачинської. За словами Варвари Туркестанової, княгиня Яблоновська була «чарівною і чудовою особою, з вилитою головкою Мрія». У товаристві вона була відома своїми «гучними романами з росіянами», а її варшавський салон був одним з наймодніших в польській столиці.
Князь Петро Вяземський відносив княгиню Яблоновський до числа тих польок, чиї імена так і просилися під перо. За його словами, одним з предметів поклоніння і обожнювання графа Олександра Остермана була варшавська красуня, княгиня Тереза Яблоновська, «миле, свіже створення, натура багато обдарована своїми привабливими дарами. У графа Остермана був прекрасний на повний зріст портрет княгині Терези. Він завжди і всюди розвозив його з собою, і це робилося посеред білого дня громадського і не давало ніякої поживи пліткам лихослів'я».
Чарівно красива, розважлива, елегантна і вишукано одягнена (майже завжди загорнута в прозору довгу вуаль) княгиня Яблоновська різко контрастувала зі своїм чоловіком. Через цю різниці подружжя називали в суспільстві «гусениця на троянді» (un chenille sur une rose). За заслуги чоловіка 10 квітня 1841 року княгиня Яблоновська була подарована в кавалерственні дами ордена Св. Катерини меншого хреста. У шлюбі мала сина Владислава (1818—1875) і дочка Ядвігу (1819—1894); дружина князя Марцелія Любомирського (1810—1865), власника Дубно. Після народження сина Йосипа Максиміліана у неї паралізувало ноги, і вона була прикута до крісла.

## Нагороди
- Орден Святої Анни 1-го ступеня (13.11.1816, імператорська корона до цього ордену завітала 06.10.1831)
- Відзнака за XV років бездоганну службу (1829)
- Орден Святого Володимира 2-го ступеня (24.07.1838)
- Орден Білого орла (05.10.1840)